# Éldis Fernando Damasio
Éldis Fernando Damasio, född 13 januari 1981, är en brasiliansk fotbollsspelare.
Han blev utsedd till J.Leagues "Best Eleven" 2005.